# Stenele repanda
Stenele repanda là một loài bướm đêm trong họ Geometridae.